# Resolució 560 del Consell de Seguretat de les Nacions Unides
La Resolució 560 del Consell de Seguretat de les Nacions Unides, aprovada per unanimitat el 12 de març de 1985, després de recordar les resolucions 473 (1980), 554 (1984) i 556 (1984), el Consell va condemnar la contínua repressió de les activitats antiapartheid a Sud-àfrica, i va assenyalar que la repressió soscavava la possibilitat d'una solució pacífica.
El Consell també va expressar la seva profunda preocupació davant càrrecs d'alta traïció als dirigents del Front Democràtic Unit i altres organitzacions contra l'apartheid i les mudances forçoses de Crossroads, Ciutat del Cap, i les matances de manifestants. També va assenyalar la desnacionalització i despossessió de més de 3,5 milions d'indígenes africans i conflictes derivats de la política de bantustans.
La resolució va instar el "règim de Pretòria" a alliberar a tots els presos polítics, inclòs Nelson Mandela, va instar la retirada dels càrrecs de traïció i va encomiar la "resistència unitària massiva" del poble de Sud-àfrica.